# Przemiana kwazistatyczna
Przemiana kwazistatyczna, proces kwazistatyczny (pseudostatyczny) jest to przemiana termodynamiczna, którą można traktować jako ciąg stanów nieskończenie bliskich stanowi równowagi, między którymi zachodzi nieskończenie mała zmiana parametrów układu.
Zachowanie pełnej równowagi nie jest możliwe, ponieważ wówczas nie doszłoby do żadnej zmiany. Wynika stąd, że przemiana kwazistatyczna jest procesem zachodzącym bardzo wolno.
Przemiana kwazistatyczna jest tylko pewnym modelem, do którego rzeczywista przemiana może tylko asymptotycznie dążyć. Został wprowadzony do termodynamiki dlatego, że ułatwia formalny opis wielu zjawisk.

## Przykład
Przykładem procesu kwazistatycznego może być topnienie lodu o temperaturze 0 °C, wrzuconego do wody o temperaturze 0 °C + dt. Ze względu na nieskończenie małą różnicę temperatur przemiana zachodzi nieskończenie wolno. Równocześnie minimalne obniżenie temperatury spowoduje odwrócenie kierunku procesu – woda będzie zamarzać.

## Odwracalność procesu kwazistatycznego
Istnieją kontrowersje dotyczące odwracalności procesu kwazistatycznego. Wielu autorów utożsamia proces kwazistatyczny z procesem odwracalnym. Inni, sprowadzając proces kwazistatyczny do procesu bardzo wolnego, dowodzą, że istnieją procesy kwazistatyczne, które nie są odwracalne, np. rozprężanie gazu do próżni. Jeżeli jednak przyjąć pierwszą definicję, narzucającą warunek kwazirównowagi, to widać, że w tym przykładzie nie jest on spełniony, zatem proces rozprężania gazu, w rozumieniu tej definicji, nie jest przemianą kwazistatyczną. Warto również zauważyć, że jeśli proces jest kwazistatyczny, to jest odwracalny, ale twierdzenie odwrotne nie musi być prawdziwe. Przykładem mogą być drgania oscylatora harmonicznego, które są odwracalne, lecz nie są kwazistatyczne.